# Australian Open 1992 (gemengddubbel)
Op het Australian Open 1992 speelden de vrouwen en mannen de wedstrijden in het gemengd dubbelspel van 15 tot en met 26 januari 1992.

## Toernooisamenvatting
De Britse titelverdedigers Jo Durie en Jeremy Bates bereikten de kwartfinale. Daarin werden zij uitgeschakeld door de als vijfde geplaatste Amerikanen Robin White en Scott Davis.
Het als derde geplaatste Australische duo Nicole Provis en Mark Woodforde won het toernooi. In de finale versloegen zij het als eerste geplaatste koppel Arantxa Sánchez Vicario en Todd Woodbridge in drie sets. Het was hun eerste gezamenlijke titel. Geen van beiden had eerdere dubbelspeltitels met andere partners.

### Nederlandse en Belgische deelnemers
Drie Nederlanders speelden mee:
- Manon Bollegraf en Tom Nijssen waren het zevende reekshoofd. Zij werden in de tweede ronde uitgeschakeld.
- Brenda Schultz speelde samen met Cyril Suk uit Tsjecho-Slowakije. Ook zij kwamen niet voorbij de tweede ronde.

Er was één Belgische deelneemster:
- Sabine Appelmans en haar Zweedse partner Rikard Bergh strandden in de eerste ronde.

## Geplaatste teams
| Nr. | Team                                    | Resultaat    | Uitgeschakeld door                |    | Nr.                           | Team         | Resultaat                         | Uitgeschakeld door |
| --- | --------------------------------------- | ------------ | --------------------------------- | -- | ----------------------------- | ------------ | --------------------------------- | ------------------ |
| 1.  | Arantxa Sánchez Vicario Todd Woodbridge | finale       | Nicole Provis Mark Woodforde      | 5. | Robin White Scott Davis       | halve finale | Nicole Provis Mark Woodforde      |                    |
| 2.  | Jill Hetherington Glenn Michibata       | eerste ronde | Jo-Anne Faull Neil Broad          | 6. | Mercedes Paz Leonardo Lavalle | eerste ronde | Ginger Helgeson Patrick Galbraith |                    |
| 3.  | Nicole Provis Mark Woodforde            | winnaars     | winnaars                          | 7. | Manon Bollegraf Tom Nijssen   | tweede ronde | Stephanie Rehe Goran Ivanišević   |                    |
| 4.  | Natallja Zverava Jim Pugh               | kwartfinale  | Rachel McQuillan David Macpherson | 8. | Larisa Neiland Sven Salumaa   | tweede ronde | Pam Shriver Mark Kratzmann        |                    |

## Toernooischema
| Legenda | Legenda                  |
| ------- | ------------------------ |
| Q       | Qualifier                |
| WC      | Deelname via wildcard    |
| LL      | Lucky Loser              |
| r       | Opgave / trok zich terug |
| w/o     | Walk-over                |
| Alt     | Alternate                |
| SE      | Special Exempt           |
| PR      | Protected Ranking        |
| d       | Diskwalificatie          |

### Finale
| Finale |                                         |   |   |    |
|        |                                         |   |   |    |
| 1      | Arantxa Sánchez Vicario Todd Woodbridge | 3 | 6 | 9  |
| 3      | Nicole Provis Mark Woodforde            | 6 | 4 | 11 |

Prijzengeld
| Resultaat    | Prijzengeld (per team) |
| ------------ | ---------------------- |
| winnaars     | $ 48.828               |
| finale       | $ 24.414               |
| halve finale | $ 12.168               |
| kwartfinale  | $ 5.616                |
| tweede ronde | $ 2.808                |
| eerste ronde | $ 1.404                |

### Onderste helft
| Eerste ronde | Eerste ronde                       | Eerste ronde | Eerste ronde | Eerste ronde |  |   | Tweede ronde                   | Tweede ronde                 | Tweede ronde | Tweede ronde | Tweede ronde |  |  | Kwartfinale | Kwartfinale                  | Kwartfinale | Kwartfinale | Kwartfinale |  |  | Halve finale | Halve finale                 | Halve finale | Halve finale | Halve finale |
|              |                                    |              |              |              |  |   |                                |                              |              |              |              |  |  |             |                              |             |             |             |  |  |              |                              |              |              |              |
| 3            | Nicole Provis Mark Woodforde       | 6            | 7            |              |  |   |                                |                              |              |              |              |  |  |             |                              |             |             |             |  |  |              |                              |              |              |              |
|              | Lori McNeil Paul Annacone          | 4            | 64           |              |  |   | 3                              | Nicole Provis Mark Woodforde | 6            | 6            |              |  |  |             |                              |             |             |             |  |  |              |                              |              |              |              |
|              | Katrina Adams Greg Van Emburgh     | 6            | 4            | 6            |  |   | Katrina Adams Greg Van Emburgh | 3                            | 3            |              |              |  |  |             |                              |             |             |             |  |  |              |                              |              |              |              |
|              | Clare Wood Laurie Warder           | 2            | 6            | 4            |  |   |                                |                              |              |              |              |  |  | 3           | Nicole Provis Mark Woodforde | 6           | 7           |             |  |  |              |                              |              |              |              |
|              | Laura Gildemeister Javier Frana    | 61           | 2            |              |  |   |                                |                              |              |              |              |  |  |             | Pam Shriver Mark Kratzmann   | 4           | 60          |             |  |  |              |                              |              |              |              |
|              | Pam Shriver Mark Kratzmann         | 7            | 6            |              |  |   |                                | Pam Shriver Mark Kratzmann   | 64           | 6            | 6            |  |  |             |                              |             |             |             |  |  |              |                              |              |              |              |
|              | Mary-Lou Daniels Piet Norval       | 4            | 2            |              |  | 8 | Larisa Neiland Sven Salumaa    | 7                            | 3            | 2            |              |  |  |             |                              |             |             |             |  |  |              |                              |              |              |              |
| 8            | Larisa Neiland Sven Salumaa        | 6            | 6            |              |  |   |                                |                              |              |              |              |  |  |             |                              |             |             |             |  |  | 3            | Nicole Provis Mark Woodforde | 6            | 6            |              |
| 5            | Robin White Scott Davis            | 6            | 6            |              |  |   |                                |                              |              |              |              |  |  |             |                              |             |             |             |  |  | 5            | Robin White Scott Davis      | 2            | 1            |              |
|              | Catherine Tanvier Daniel Vacek     | 4            | 3            |              |  |   | 5                              | Robin White Scott Davis      | 6            | 62           | 6            |  |  |             |                              |             |             |             |  |  |              |                              |              |              |              |
|              | Carrie Cunningham Luke Jensen      | 7            | 6            |              |  |   | Carrie Cunningham Luke Jensen  | 2                            | 7            | 3            |              |  |  |             |                              |             |             |             |  |  |              |                              |              |              |              |
|              | Isabelle Demongeot Charles Beckman | 5            | 2            |              |  |   |                                |                              |              |              |              |  |  | 5           | Robin White Scott Davis      | 6           | 7           |             |  |  |              |                              |              |              |              |
| WC           | Kristin Godridge Jamie Morgan      | 64           | 3            |              |  |   |                                |                              |              |              |              |  |  |             | Jo Durie Jeremy Bates        | 3           | 62          |             |  |  |              |                              |              |              |              |
|              | Jo Durie Jeremy Bates              | 7            | 6            |              |  |   |                                | Jo Durie Jeremy Bates        | 7            | 6            |              |  |  |             |                              |             |             |             |  |  |              |                              |              |              |              |
|              | Jo-Anne Faull Neil Broad           | 6            | 5            | 6            |  |   | Jo-Anne Faull Neil Broad       | 62                           | 4            |              |              |  |  |             |                              |             |             |             |  |  |              |                              |              |              |              |
| 2            | Jill Hetherington Glenn Michibata  | 4            | 7            | 4            |  |   |                                |                              |              |              |              |  |  |             |                              |             |             |             |  |  |              |                              |              |              |              |